# Olympische Sommerspiele 1972/Reiten – Dressur Einzel
Das Dressurreiten bei den Olympischen Spielen 1972 in München wurde vom 7. bis 9. September im Schlosspark Nymphenburg ausgetragen. Hierfür wurde ein provisorisches Stadion errichtet.

## Ergebnisse

### Grand Prix
| Rang | Athlet                    | Nation             | Pferd        | Punkte |
| ---- | ------------------------- | ------------------ | ------------ | ------ |
| 1    | Liselott Linsenhoff       | BR Deutschland     | Piaff        | 1763   |
| 2    | Jelena Petuschkowa        | Sowjetunion        | Pepel        | 1747   |
| 3    | Josef Neckermann          | BR Deutschland     | Venetia      | 1706   |
| 4    | Iwan Kisimow              | Sowjetunion        | Ikhor        | 1701   |
| 5    | Ulla Håkansson            | Schweden           | Ajax         | 1649   |
| 6    | Iwan Kalita               | Sowjetunion        | Tarif        | 1647   |
| 7    | Ninna Swaab               | Schweden           | Casanova     | 1622   |
| 8    | Christilot Hanson-Boylen  | Kanada             | Armagnac     | 1615   |
| 9    | Karin Schlüter            | BR Deutschland     | Liostro      | 1614   |
| 10   | Aksel Malling Mikkelsen   | Dänemark           | Talisman     | 1597   |
| 11   | Maud von Rosen            | Schweden           | Lucky Boy    | 1578   |
| 12   | Lorna Johnstone           | Großbritannien     | El Farruco   | 1576   |
| 13   | Gerhard Brockmüller       | DDR                | Marios       | 1545   |
| 14   | Ulla Petersen             | Dänemark           | Chigwell     | 1534   |
| 15   | Christine Stückelberger   | Schweiz            | Granat       | 1528   |
| 16   | Wolfgang Müller           | DDR                | Semafor      | 1521   |
| 17   | Horst Köhler              | DDR                | Imanuel      | 1486   |
| 18   | Anny van Doorne           | Niederlande        | Pericles     | 1480   |
| 18   | Edith Master              | Vereinigte Staaten | Dahlwitz     | 1480   |
| 20   | Charlotte Ingemann        | Dänemark           | Souliman     | 1475   |
| 21   | Hermann Dür               | Schweiz            | Sod          | 1466   |
| 22   | John Winnett              | Vereinigte Staaten | Reinald      | 1458   |
| 23   | Patrick le Rolland        | Frankreich         | Cramique     | 1451   |
| 24   | Jennie Loriston-Clarke    | Großbritannien     | Kadett       | 1450   |
| 25   | Sylvio de Rezende         | Brasilien          | Othelo       | 1431   |
| 26   | Cindy Neale-Ishoy         | Kanada             | Bonne Année  | 1424   |
| 27   | Cees Benedictus-Lieftinck | Niederlande        | Turista      | 1420   |
| 28   | John Swaab                | Niederlande        | Maharadscha  | 1409   |
| 29   | Marita Aeschbacher        | Schweiz            | Charlamp     | 1389   |
| 30   | Lorraine Stubbs           | Kanada             | Venezuela    | 1379   |
| 31   | Lois Stephens             | Vereinigte Staaten | Fasching     | 1345   |
| 32   | Kikuko Inoue              | Japan              | Don Carlos   | 1313   |
| 33   | Domini Lawrence           | Großbritannien     | San Fernando | 1242   |

### Finale
| Rang | Athlet                   | Nation         | Pferd      | Punkte |
| ---- | ------------------------ | -------------- | ---------- | ------ |
| 1    | Liselott Linsenhoff      | BR Deutschland | Piaff      | 1229   |
| 2    | Jelena Petuschkowa       | Sowjetunion    | Pepel      | 1185   |
| 3    | Josef Neckermann         | BR Deutschland | Venetia    | 1177   |
| 4    | Iwan Kisimow             | Sowjetunion    | Ikhor      | 1159   |
| 5    | Iwan Kalita              | Sowjetunion    | Tarif      | 1130   |
| 6    | Ulla Håkansson           | Schweden       | Ajax       | 1126   |
| 7    | Karin Schlüter           | BR Deutschland | Liostro    | 1113   |
| 8    | Maud von Rosen           | Schweden       | Lucky Boy  | 1088   |
| 9    | Christilot Hanson-Boylen | Kanada         | Armagnac   | 1081   |
| 10   | Ninna Swaab              | Schweden       | Casanova   | 1067   |
| 11   | Aksel Malling Mikkelsen  | Dänemark       | Talisman   | 1060   |
| 12   | Lorna Johnstone          | Großbritannien | El Farruco | 1036   |